# Suedezi
Suedezii (în suedeză svenskar) sunt un popor al Peninsulei Scandinavia, locuitori majoritari ai Suediei, dar răspândiți și în alte țări nordice și de pe glob. Până în secolul al IX-lea popoarele scandinave locuiau în stătulețe cunoscute sub numele de „micile regate”. Tribul germanic al suezilor (Svear) locuia în Svealand, învecinându-se cu goții în sud.
Consolidarea Suediei a fost un proces îndelungat deoarece granițele acesteia s-au schimbat continuu timp de secole, asemenea și limba suedeză.
Minoritatea vorbitoare de limbă suedeză din Finlanda (Finlandssvenskar) s-a păstrat timp de multe secole și a evoluat în perioada când Finlanda era parte integrantă a Suediei. Identitatea acestora și relația față de identitățile suedeză  și finlandeză este încă un subiect de discuție. Alte grupuri au dobândit identitate suedeză; înainte de 1658 când Scania a intrat sub dominația coroanei suedeze, scanienii erau un popor din provincia estică a Danemarcei, care vorbeau un dialect danez. La fel grupuri ca Valoni așezați în Suedia în secolul al XVII-lea, urmați apoi de multe alte grupuri în perioadele următoare. Sunt de asemenea câteva milioane de oameni cu strămoși suedezi în SUA și Canada, ajunși aici după emigrarea în masă de la sfârșitul secolului al XIX-lea și începutul secolului al XX-lea. Religia predominantă a suedezilor este luteranismul.